# S Единорога
S Единорога (англ. S Monocerotis), также 15 Единорога — массивная кратная переменная звезда в созвездии Единорога. Ярчайшая звезда в скоплении Рождественская ёлка в области NGC 2264.

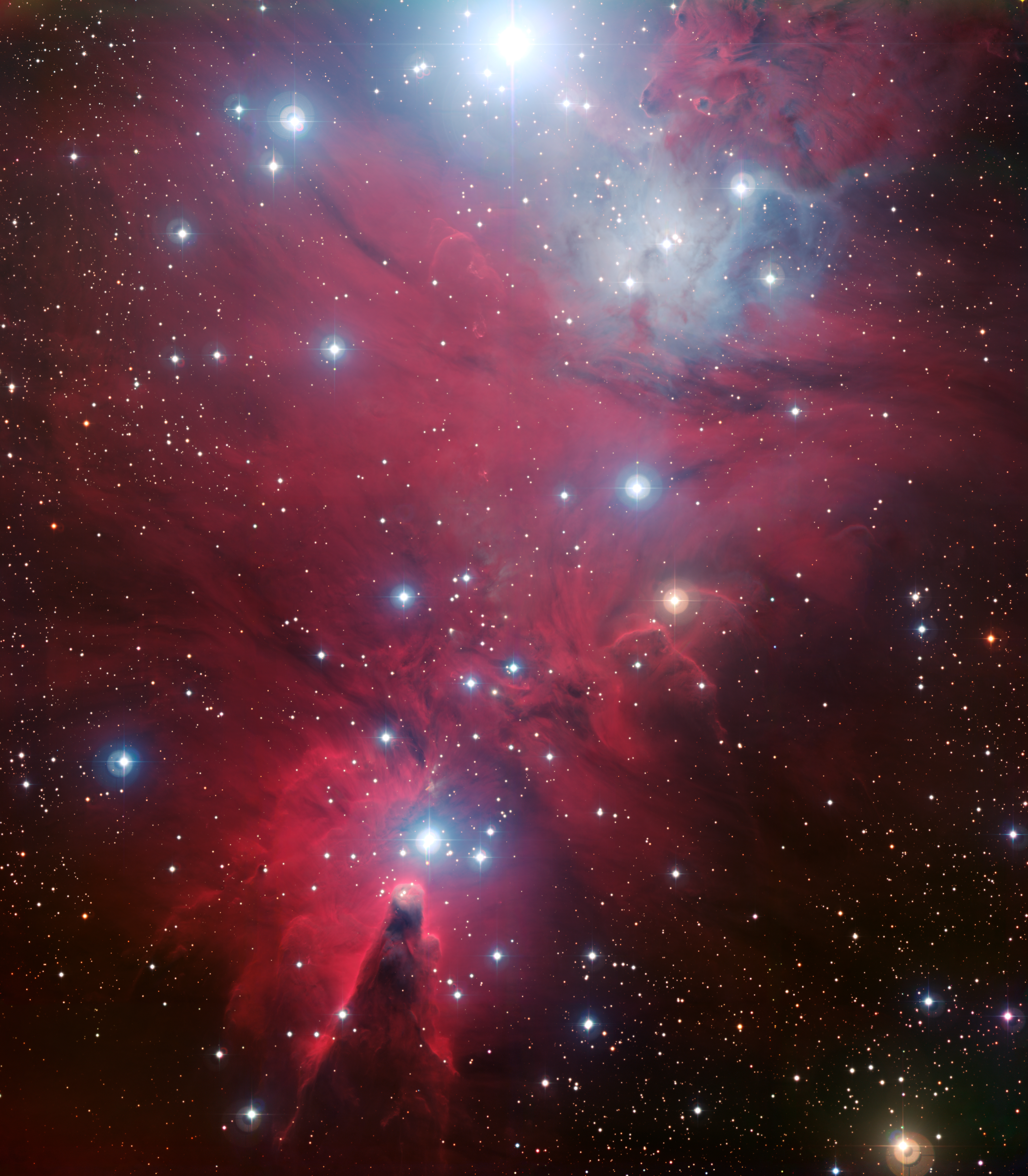
NGC 2264 включает туманность Конус и скопление Рождественская ёлка (вверх ногами на данном изображении), S Единорога расположена наверху изображения, у основания Рождественской ёлки

S Единорога расположена в области рассеянного скопления; в Вашингтонском каталоге визуально-двойных звёзд перечислено много звёзд-компаньонов. Ближайшей звездой является S Mon B, видимая звёздная величина 7.8, расстояние от S Единорога 3 угловые секунды. Относится к спектральному классу B7 главной последовательности, масса равна 5.12 M⊙. Скопление содержит около десятка звёзд видимой звёздной величины от 9 до 10 и много более слабых звёзд.
S Единорога A является спектрально-двойной звездой с орбитальным периодом 74 года. С 1943 года спектр этой звезды используется в качестве стандарта для звёзд спектрального класса O7. Также объект является неправильной переменной звездой с амплитудой блеска в пределах менее десятой доли звёздной величины. Параметры орбиты можно использовать для получения оценки масс звезд, что приводит к значениям 29 M⊙ и 21 M⊙.
Расстояние до S Единорога и NGC 2264 определялось несколькими разными способами, включая метод динамических параллаксов и вписывание изохроны. Оценки расстояния согласуются друг с другом и заключены в пределах 700 - 900 парсеков, хотя эти величины вдвое превышают расстояние, вычисленное на основе измеренного телескопом Hipparcos параллакса.